# Gaietà Casadevall i Deparés
Gaietà Casadevall i Deparés   (Barcelona, 2 de juny de 1850 - Barcelona, 22 de novembre de 1903) fou un pianista, compositor i organista català. Nascut a la segona meitat del s. XIX, se'l coneix per haver musicat a moltes poesies de Jacint Verdaguer.
Va ser organista dels barcelonins convents de l'Ensenyança i de les Magdalenes.
Saldoni afirma que a finals de novembre de 1870 es va cantar una de les seves composicions (concretament un Te Deum) a Sant Pere de Premiá (diòcesi de Barcelona).
Una altra de les seves obres: Lo ton renegayre, amb lletra de Josep Maria Serra i Marsal, apareix citat en una carta dirigida per Casadevall a Barbieri, datada a Barcelona el 29 de juny de 1887; el romanç va ser premiat en un certamen i Casadevall va compondre la música per procedir a la seva publicació. Li va demanar aprobació a Barbieri per a la part musical.

## Obres
Dins de la seva obra en destaca el seu repertori eclesiàstic, del qual formen part la major part de les seves composicions. La major part de les seves composicions es troben al Fons de la Capella de Música de la catedral-basílica del Sant Esperit de Terrassa (TerC).

### Repertori eclesiàstic
- Bendita sea tu pureza, S.C, p (Rafael Guardia)
- Cántico a San José, VV, Co,p (Rafael Guardia)
- Jesús als noys, VV, p (JA)
- La bien venida, Vill (Rafael Guardia)
- Los angelitos, Vill, VV, p (Rafael Guardia)
- Navidad, Vill, VV, p (Rafael Guardia)
- Piadoso cántico, VV, órg (CD)
- Salve Regina (Dios te salve Reina y madre), VV, p (Rafael Guardia)
- Tota pulchra, S o T, p (Rafael Guardia)
- Trisagio mariano, VV, órg (Rafael Guardia).
- Yo soy feliz, yo nada anhelo
- Pregaria al Señor, nº 2 (Oh Dios eterno, Dios clemente)

### Cançons
- Despedida (CD; V, p)
- Hay más (CD; V, p)
- Lo ton renegayre (CD; V, p)
- ¡May mes! (CD; V, p)
- Mayo (CD; V, p)
- Si me amabas (VR; V, p)
- Suspiros (CD; V, p)

### Música per a piano
- Barcelona a Colón, Pk-Pasa
- ¡¡¡Celos!!!, Scho (Rafael Guardia)
- Lanceros de Alfonso XII (VR)
- Microbios y bacterias, Pk-Paso (Rafael Guardia)
- ¡¡Olé!!, Capr español (Rafael Guardia)
- ¿Quién me quiere?, Maz (Rafael Guardia)